# MBd1
MBd1 – dwuosiowy, wąskotorowy wagon spalinowy.

## Konstrukcja
Do napędu wagonu pierwotnie zastosowano silnik benzynowy S-42 lub wysokoprężny silnik S-53, będący zarazem najnowocześniejszym elementem całej konstrukcji. Istniały wersje z silnikiem niskoprężnym – wagon nosił wtedy oznaczenie MBc1.
Wagon posiada hamulec powietrzny oraz dodatkowy hamulec ręczny. Oba układy są wzajemnie powiązane i poprzez układ dźwigni oraz wieszaków przekazują siłę na żeliwne klocki hamulcowe, oddziałujące bezpośrednio na powierzchnię toczną kół. Ciekawe jest to, iż hamulec ręczny był zabudowany z obu stron wagonu.
Powietrza do hamowania pojazdu dostarczała sprężarka zamocowana pod podłogą wagonu.
Nadwozie zbudowane jest ze szkieletu wykonanego z profili hutniczych, do którego przy pomocy drewnianych wstawek zamocowano wewnętrzne poszycie wagonu. Zewnętrzne stalowe poszycie było przyspawane do szkieletu z wykorzystaniem płaskowników maskujących.

## Oznaczenie literowe
Wagon został oznaczony jako MBd1, co oznacza:
- M – wagon motorowy
- B – 2 klasy
- brak – 2 osie
- d – silnik wysokoprężny / c – silnik niskoprężny
- 1 – przekładnia mechaniczna